# Comuna de Bierutów
Bierutów (polaco: Gmina Bierutów) é uma gminy (comuna) na Polónia, na voivodia de Baixa Silésia e no condado de Oleśnicki. A sede do condado é a cidade de Bierutów.
De acordo com os censos de 2004, a comuna tem 10 271 habitantes, com uma densidade 69,8 hab/km².

## Área
Estende-se por uma área de 147,07 km², incluindo:
- área agrícola: 70%
- área florestal: 23%

## Demografia
Dados de 30 de Junho 2004:
|                      | Total   | Total | Mulheres | Mulheres | Homens  | Homens |
| -------------------- | ------- | ----- | -------- | -------- | ------- | ------ |
|                      | pessoas | %     | pessoas  | %        | pessoas | %      |
| População            | 10 271  | 100   | 5283     | 51,4     | 4988    | 48,6   |
| Densidade (pop./km²) | 69,8    | 100   | 35,9     | 35,9     | 33,9    | 33,9   |

De acordo com dados de 2002, o rendimento médio per capita ascendia a 1183,2 zł.

## Subdivisões
- Gorzesław, Jemielna, Karwiniec, Kijowice, Kruszowice, Paczków, Posadowice, Radzieszyn, Sątok, Solniki Małe, Solniki Wielkie, Stronia, Strzałkowa, Wabienice, Zawidowice, Zbytowa.

## Comunas vizinhas
- Dziadowa Kłoda, Jelcz-Laskowice, Namysłów, Oleśnica, Wilków